# D가군
수학에서 D가군(영어: D-module)은 미분 연산자들의 환에 대한 가군층이다. 선형 편미분 방정식의 추상화이며, 또한 평탄한 코쥘 접속을 갖춘 벡터 다발의 일반화이다.

## 정의
{\displaystyle X}가 표수 0인 체 {\displaystyle k}에 대한 비특이 대수다양체라고 하고, {\displaystyle X} 위의 정칙함수들의 층을 {\displaystyle {\mathcal {O}}_{X}}라고 하자. 또한, {\displaystyle X} 위의 (대수적) 벡터장들로 생성되는 {\displaystyle {\mathcal {O}}_{X}}-가군층 {\displaystyle {\mathcal {D}}_{X}}를 생각하자. 이는 미분 연산자들로 간주할 수 있다.
{\displaystyle X} 위의 D가군 {\displaystyle ({\mathcal {M}},\nabla )}은 다음과 같은 데이터로 이루어져 있다.
- {\displaystyle {\mathcal {O}}_{X}}-가군층 {\displaystyle {\mathcal {M}}}
- {\displaystyle k}-선형사상 {\displaystyle \nabla \colon {\mathcal {D}}_{X}\to \operatorname {End} (M)}, {\displaystyle v\mapsto \nabla _{v}}

이는 다음과 같은 공리를 만족시켜야 한다. 모든 {\displaystyle {\mathcal {O}}_{X}}의 단면 {\displaystyle f}, {\displaystyle {\mathcal {M}}}의 단면 {\displaystyle m}, {\displaystyle X} 위의 벡터장 {\displaystyle u,v}에 대하여,
- ({\displaystyle {\mathcal {O}}_{X}}-선형성) {\displaystyle \nabla _{fv}m=f(\nabla _{v}m)}
- (곱 규칙) {\displaystyle \nabla _{v}(fm)=(\nabla _{v}f)m+f\nabla _{v}m}
- (리 괄호에 대한 준동형) {\displaystyle \nabla _{[u,v]}=[\nabla _{v},\nabla _{v}]}

## 예
국소 자유 가군층은 벡터 다발로 여길 수 있으며, 국소 자유 가군층인 D가군은 단순히 평탄한 코쥘 접속이 주어진 벡터 다발이다.
{\displaystyle {\mathcal {D}}_{X}} 자체는 자명하게 D가군을 이룬다.
복소 아핀 공간 {\displaystyle \mathbb {C} ^{n}} 위의 함수 공간 {\displaystyle F}가 다음 성질들을 만족시킨다면, {\displaystyle F}는 D가군을 이룬다.
- {\displaystyle F}는 덧셈 및 곱셈에 대하여 닫혀 있다.
- {\displaystyle \mathbb {C} [x_{1},\dots ,x_{n}]\subset F}. 즉, {\displaystyle F}는 모든 다항함수를 포함한다.
- {\displaystyle F}는 미분에 대하여 닫혀 있다.

### 선형 편미분 방정식에 대응하는 D가군
{\displaystyle \mathbb {C} ^{n}=\{(z_{1},\dots ,z_{n})\}} 위의 선형 미분 연산자
{\displaystyle D=\sum _{\alpha ,\beta \in \mathbb {N} ^{n}}C_{\alpha ,\beta }z^{\alpha }\partial _{\beta }}
로 정의되는 선형 편미분 방정식
{\displaystyle Df=0}
을 생각해 보자. 그렇다면, 이 편미분 방정식에 대응되는 D가군은 {\displaystyle D}로 생성되는 {\displaystyle {\mathcal {D}}_{\mathbb {C} ^{n}}}의 아이디얼 {\displaystyle (D)}에 대한 몫환
{\displaystyle {\mathcal {D}}_{\mathbb {C} ^{n}}/(D)}
이다. 이 경우, D가군을 이루는 어떤 함수 공간 {\displaystyle F} 속에서,
{\displaystyle Df=0\qquad (f\in F)}
의 해들의 공간은
{\displaystyle \hom _{{\mathcal {D}}_{\mathbb {C} ^{n}}}({\mathcal {D}}_{\mathbb {C} ^{n}}/(D),F)}
과 같다.